# Australente

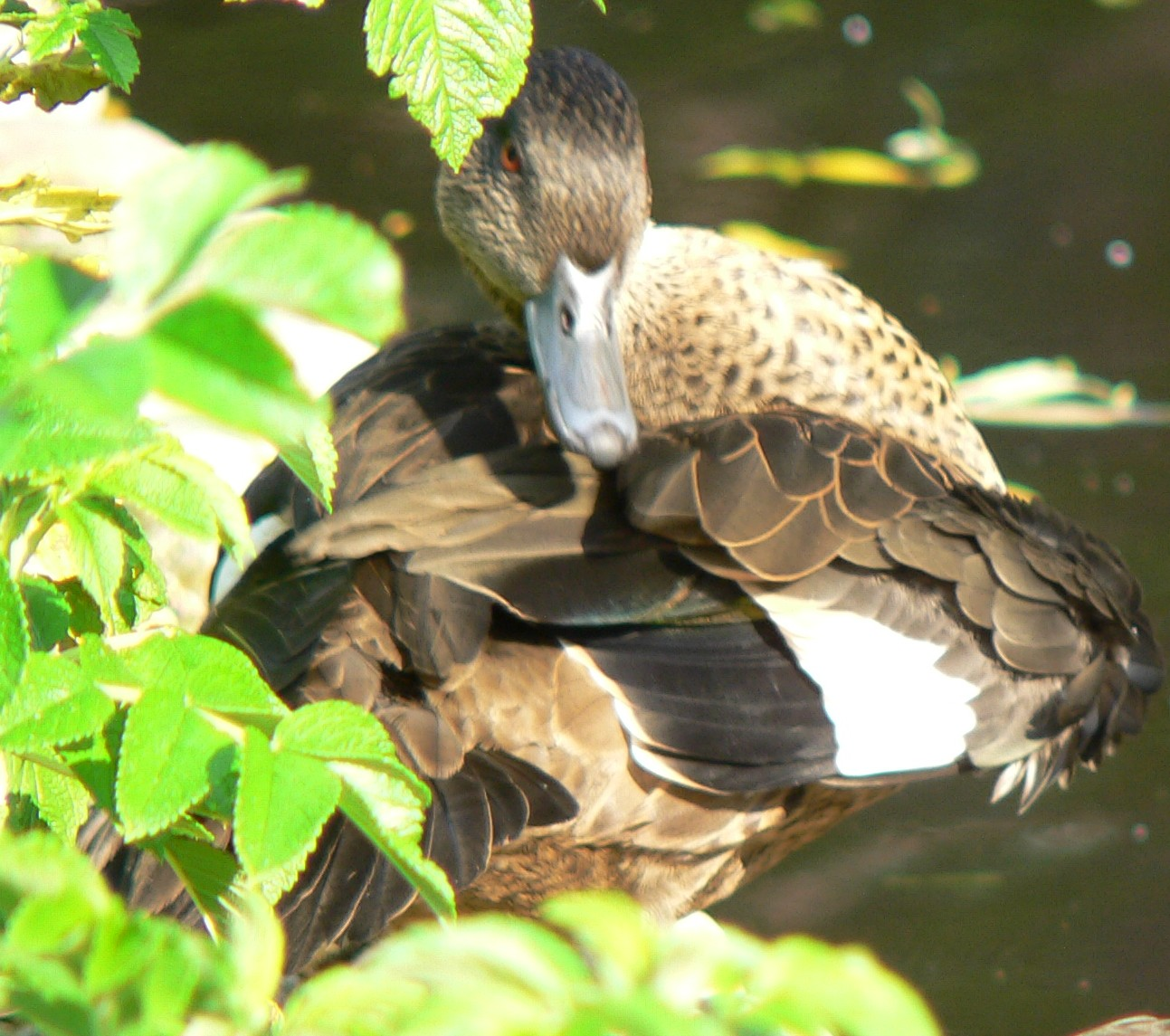
Weibchen der Kastanienente. Die Verwechslungsmöglichkeiten mit der Australente sind hoch.

Die Australente (Anas gracilis), auch Australische Weißkehlente oder Austral-Weißkehlente oder Grauente genannt, ist eine monotypische  Schwimmentenart und in Australien die am weitesten verbreitete und häufigste Ente. Sie gehört zur Artengruppe der Weißkehlenten, zu der neben der Australente auch die Sundaente sowie die Weißkehlente gerechnet wird.

## Erscheinungsbild
Die Australente ist eine kleine, zierlich gebaute Entenart. Sie ist mit einer Körperlänge zwischen 37 und 47 Zentimetern geringfügig größer als eine Knäkente. Die Flügelspannweite beträgt 60 bis 67 Zentimeter. In ihrem Verbreitungsgebiet kann sie mit der Kastanienente verwechselt werden, die aber deutlich dunkleres Gefieder als die Australente hat. Beide Entenarten nutzen mitunter Gewässer, die auf Grund des Mineraliengehaltes das Gefieder rötlich färben. Die Enten sind dann kaum voneinander zu unterscheiden. Es kommt außerdem gelegentlich zu Hybriden zwischen den beiden Arten. Männliche Enten aus solchen Kreuzungen gleichen dann männlichen Kastanienenten im Ruhekleid. Zu den auffälligsten Charakteristika der Australente zählt der weiße Kehlfleck.
Australenten weisen weder einen saisonalen Dimorphismus noch einen ausgeprägten Geschlechtsdimorphismus auf. Das Männchen ist etwas größer als das Weibchen. Bei den Männchen ist außerdem die Stirn etwas steiler. Diese Unterschiede fallen jedoch nur auf, wenn Paare beobachtet werden können. Sicherstes Unterscheidungsmerkmal der Geschlechter ist die Stimme und das Verhalten. Das Weibchen äußert ein lautes Quaken. Die Männchen dagegen ein dumpfes Pijp.
Das Körpergefieder ausgewachsener Australenten ist einheitlich grau und wirkt wegen der hellen Federsäume etwas geschuppt. Der Kopf weist eine schwache Strichelung auf und ist am Scheitel deutlich dunkler als im Gesicht. Die Brust ist auffällig getupft. Die Oberflügel sind dunkelbraun. Der Flügelspiegel ist schwarz und weist am unteren Ende eine weiße Querzeichnung auf. Die Unterflügel sind dunkelbraun und weiß. Der Schnabel ist blaugrau und an den Rändern dunkler. Die Beine und Füße sind dunkelgrau. Die Augen rötlich braun. Der Kopf wird häufig auffallend hochgereckt getragen. Dann fallen auch der verhältnismäßig schlanke Hals sowie die etwas verlängerten Nackenfedern auf.
Jungenten gleichen den ausgewachsenen Enten. Bei ihnen ist die Brust aber eher längs gestreift als getupft. Die Augen sind bis zum Abschluss der Jugendmauser von einem dunklen Braun. Jungenten erneuern zwischen der 10. und der 24. Lebenswoche das Kleingefieder und zwischen der 24. und der 52. Lebenswoche durchlaufen sie ihre erste Vollmauser.
Das Kleingefieder Australenten unterliegt einer kontinuierlichen Mauser. Die Schwingen- und Steuerfedern werden einmal jährlich nach dem Ende der Fortpflanzungszeit gemausert. Die Enten sind dann für 23 bis 27 Tage flugunfähig.
Die Küken sind auf der Körperoberseite graubraun und grauweiß an der Körperunterseite. Sie weisen große Ähnlichkeit zu den Küken der Kastanienente auf, sind jedoch insgesamt etwas blasser. Das Kinn ist weiß. Das Gesicht ist bräunlich. Ein dunkler Augenzügel läuft durch das Auge. Weitere Augenstreifen unter und über dem Auge sind etwas weniger deutlich. Die Küken haben außerdem einen dunklen Ohrfleck. Der Schnabel, die Beine und Füße sind dunkel blaugrau.

## Verbreitung und Bestand
Die Australente ist eine endemische Entenart Australiens. Da sie stark nomadisch ist, erreicht sie auch in der Region liegende Inseln. So werden beispielsweise sowohl die Nord- als auch die Südinseln Neuseelands immer wieder von Irrgästen der Australenten besiedelt, die dort auch erfolgreich brüten. Neuseeland scheint der Australente wohl keine ausreichenden geeigneten Lebensräume zu bieten. Die Zahl der Ansiedelungen hat jedoch in den letzten Jahren zugenommen; sie profitiert dabei von Nisthilfen in Form von künstlichen Nisthöhlen. Auf Neuseeland betrug die Population in den 1970er Jahren noch weniger als 20.000 Individuen. Die Zahl ist seitdem gestiegen und wird für die 1990er Jahre auf zwischen 25.000 und 100.000 Weißkehlenten geschätzt.
Auch auf den Salomonen gab es bis in die zweite Hälfte des 20. Jahrhunderts Australenten, die sogar gelegentlich als eigene Unterart beschrieben und dann als Renell-Weißkehlente bezeichnet wurden. Auf den Salomonen ist die Australente mittlerweile ausgestorben, nachdem die Einführung von Tilapia im dort einzigen Süßwassersee die Wasserpflanzenvegetation und der Abbau von Rohstoffen den Lebensraum nachhaltig veränderten.
Irrgäste der Australente sind auch für die südlichen Inseln der Molukken, Timor und Neuguinea beschrieben. Sie erreichen auch die Lord-Howe-Inselgruppe, eine australische, etwa 630 km vor der Ostküste des australischen Bundesstaates New South Wales gelegene Inselgruppe in der Tasmanischen See. Ebenfalls finden sie sich auf der Macquarieinsel ein, die auch im südlichen Pazifischen Ozean liegt.
Zu sehr weiten und regellosen Wanderbewegungen kommt es vor allem dann, wenn günstige Bedingungen zu sehr hohen Reproduktionsraten führen. Die Australische Population wird auf mindestens 1,7 Millionen Australenten geschätzt. Ihre zum Teil sehr weiten Wanderbewegungen machen eine Bestandszählung jedoch schwierig. In guten Jahren kann die Population 4,2 Millionen Individuen betragen. Allein in Arnhemland, im Flusssystem der Alligator Rivers, versammeln sich in den meisten Jahren mehr als 50.000 nichtbrütende Enten.

## Lebensraum und Ernährungsweise
Australenten besiedeln in Australien nahezu alle Gewässertypen. Neben eutrophen Niederungsgewässern werden auch Viehtränken, Mangrovensümpfe und offene Salzlagunen angenommen. Brutpopulationen kommen allerdings überwiegend im Südosten und Osten des australischen Kontinents vor. Meist handelt es sich dabei um im Binnenland gelegene Süßgewässer. Ein kleiner Teil der Population brütet aber auch in den Küstengebieten, in denen vor allem die Kastanienente vorkommt.
Die Nahrungsaufnahme erfolgt vor allem gründelnd und seihend und nur gelegentlich tauchend. Bezüglich der Nahrungszusammensetzung sind einzelne Studien zu unterschiedlichen Ergebnissen gekommen. Im Allgemeinen geht man davon aus, dass der überwiegende Teil der Nahrung aus Wirbellosen besteht. Bei Magenanalysen hat man jedoch auch große Teile an pflanzlicher Kost festgestellt.

## Fortpflanzung

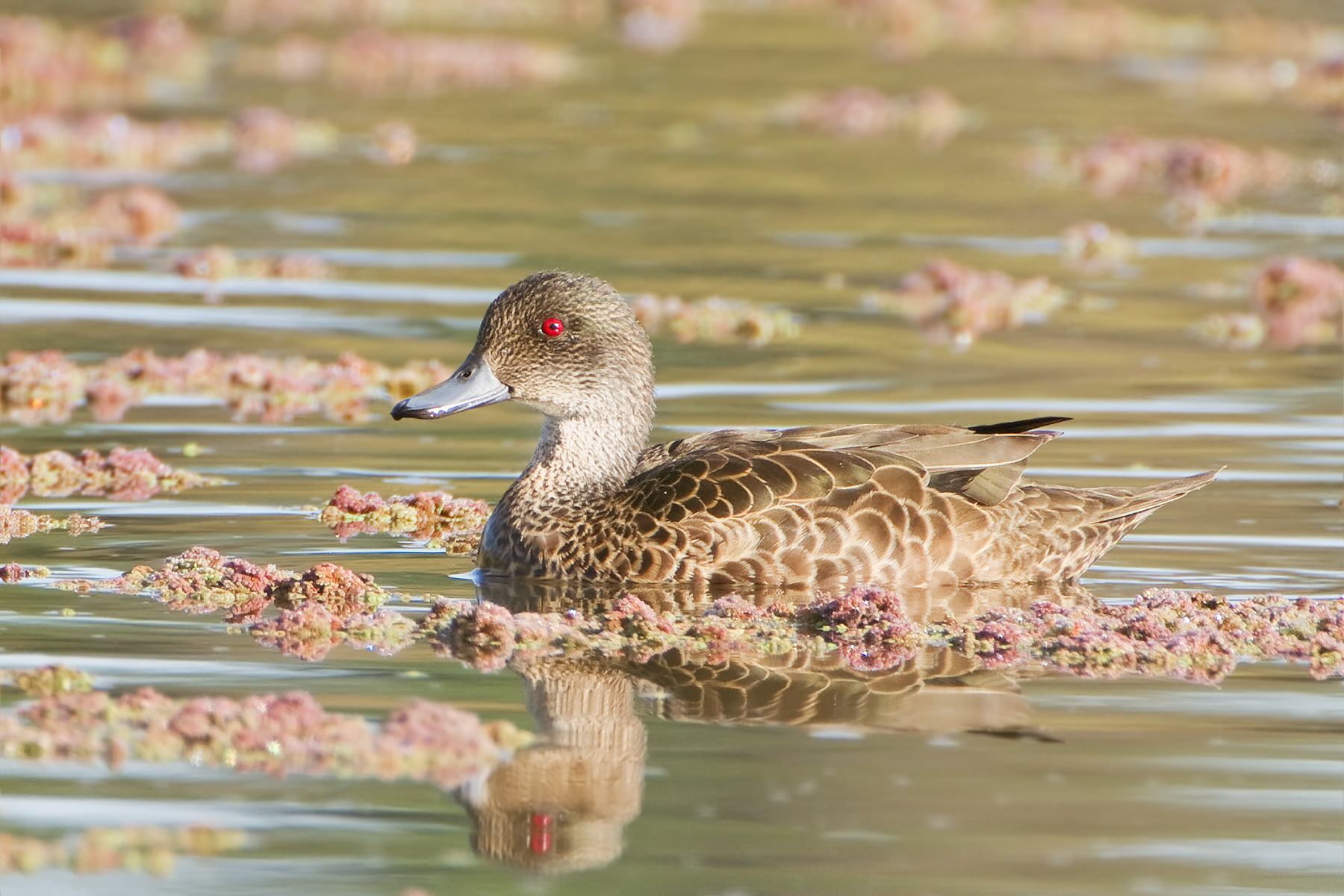
Australente

Die Australente errichtet ihre Nester überwiegend in Baumhöhlen. Die als Nistplatz genutzten Bäume stehen entweder an Fließgewässern, Binnengewässern oder in Überschwemmungsgebieten. In den überwiegenden Teilen ihres australischen Lebensraumes liegt die Fortpflanzungszeit in den Monaten Juni bis Februar. Gelege kommen auch in anderen Monaten vor, wenn Regenfälle und Überschwemmungen geeignete Bedingungen geschaffen haben. In Neuseeland ist der Höhepunkt der Fortpflanzungszeit in den Monaten September bis November.
Ein Nestbau im engeren Sinne findet nicht statt. Die Nisthöhle wird jedoch mit blassgrauen Daunen ausgestattet. Die Wahl des Nistplatzes ist Teil des Balzrepertoires.
Die Eier sind elliptisch. Die Schale ist glatt und cremefarben. Der Legeabstand beträgt einen Tag. Das Vollgelege umfasst zwischen vier und 17 Eier. Durchschnittlich enthält ein Gelege jedoch 8,9 Eier. Es sind bereits Gelege mit bis zu 32 Eier gefunden worden. In diesem Fall haben jedoch mehrere Weibchen ihre Eier im selben Nest abgelegt.
Es brütet allein das Weibchen. Die Brutzeit beträgt durchschnittlich 28 Tage. Das Männchen hält sich in der Nähe der Bruthöhle auf und begleitet das Weibchen während ihrer Brutpausen. Die Brutpausen erfolgen normalerweise am frühen Morgen, in der Mittagszeit sowie ein letztes Mal am späten Nachmittag. Insgesamt verlässt das Weibchen die Eier nur für etwa eine Stunde täglich. Das Männchen verteidigt den Nistplatz vor allem während der Eiablage und während der ersten Wochen der Brutzeit. Dieses Verhalten lässt in der dritten Woche deutlich nach. Beide Elternvögel führen die Jungvögel, sie werden allerdings nur vom Weibchen gehudert. Stirbt das Weibchen kurz nach dem Schlupf der Küken, ist das Männchen in der Lage, die Brut alleine aufzuziehen. Sie bilden mit den Elternvögeln gelegentlich auch noch dann einen Familienverband, wenn sie bereits flügge sind. Die Geschlechtsreife wird nach einem Jahr erreicht. Bei Australenten in der Region von Canberra, bei denen der Fortpflanzungserfolg gemessen wurde, schlüpften aus 235 Eier 221 Dunenküken. Nur 83 der Küken wurden auch flügge. Die Sterblichkeitsrate war während der ersten zwei Lebenswochen am höchsten. Neben Fressfeinden tragen ungünstige Wetterbedingungen und unzureichende Nahrung zu der hohen Sterblichkeit bei.
Australenten ziehen häufig mehr als ein Gelege pro Fortpflanzungssaison groß. Die Ablage des zweiten Geleges erfolgt in der Regel, wenn die Jungenten aus der ersten Brut flügge werden. Der Zeitabstand zwischen den einzelnen Gelegen kann in Ausnahmefällen jedoch auch deutlich kürzer sein. Die früheste beobachtete Ablage des zweiten Geleges erfolgte 32 Tage, nachdem die Küken des ersten Geleges geschlüpft waren. Ersatzgelege nach Verlust eines Geleges oder sogar der Küken erfolgt mitunter bereits nach drei Wochen.

## Haltung in menschlicher Obhut
Australenten spielen wegen ihres unscheinbaren Federkleides in der Gehegehaltung keine große Rolle. Die Art wurde erstmals 1882 importiert und dann im Zoo von London gehalten. 1960 erwarb der britische Wildfowl Trust erstmals Enten dieser Art. Die Haltung gilt als problemlos. Die Reproduktionsraten sind hoch.